# Euclid Avenue
Euclid Avenue – stacja metra nowojorskiego, na linii A i C. Znajduje się w jednej z dzielnic Brooklynu - East New York, w Nowym Jorku i zlokalizowana jest pomiędzy stacjami Shepherd Avenue i Grant Avenue. Została otwarta 28 listopada 1948.